# Солт-Кей (остров)
Солт-Кей — остров архипелага Теркс и Кайкос, часть одноименного государства в составе Британских заморских территорий. Второй по величине остров группы Теркс. Единственным населенным пунктом является городок Балфур, расположенный на западном побережье острова. Балфур был основан переселенцами с Бермудских островов в 1673 году. По данным за 2006 год на острове проживало 186 человек. Единственным источником экономической деятельности является производство соли. По сравнению с другими островами архипелага, туристическая индустрия практически не развита. На острове имеется аэропорт, в который совершаются рейсы с острова Провиденсьялес.